# 村松栄紀
村松 栄紀（むらまつ えいき、1965年4月23日 - 1990年3月23日）は、日本のレーシングドライバー。山梨県中巨摩郡櫛形町（現・南アルプス市）出身。身長182 cm。

## 略歴
5歳から甲府SSにて水泳を習いはじめ、小学校時代は背泳ぎのジュニア選手として各種大会で活躍した。当時のチームメイトからは、後にモスクワオリンピック代表やロサンゼルスオリンピック代表が輩出されている。
中学、高校では野球に熱中。高校3年間は山梨県立甲府工業高等学校野球部に所属して甲子園出場を目指す。2年生よりレギュラーとなり、3年生の春からは4番打者を任されるようになるが、甲府工業野球部は春夏ともに山梨県大会にて惜敗、甲子園出場の夢は果たせなかった。高校卒業後は駿台自動車整備工業専門学校に進学した。在学中にモータースポーツと出会い、プロフェッショナル・レーシングドライバーを目指すようになる。
1987年の筑波FJ1600A,B 両シリーズに参戦。挑戦1年目にしてAシリーズのチャンピオンを獲得し、翌1988年、F3にステップアップを果たす。
参戦初年度は全日本F3選手権ではシリーズランキング第15位であったが、翌1989年にはシリーズランキング第3位を得た。同年11月に行われたF3マカオGPに出場し、決勝当日のモーニングセッションでは雨の中トップタイムをマークし欧州メディアからも注目を集めた。
1990年には、チーム・ムーンクラフトより全日本F3000選手権に参戦。同時に全日本F3選手権シリーズにもダブルエントリーする。
開幕戦のBIG2&4（鈴鹿）ではF3000ルーキーながら8位にて完走を果たし、F3では3位となる。しかし3月23日に富士スピードウェイで行われたF3000の合同タイヤテスト中、村松のマシンは何らかのトラブルにより100Rにてコースアウト。マシンは壁に激突して大破し、村松はそのまま死亡した（享年24）。この事故で真っ先に村松の救助に向かったのは、村松の親友でもある片山右京であった。
村松の事故の報せを受け、かねてより富士スピードウェイの安全性に疑問を抱いていたローランド・ラッツェンバーガーが滞在先のイギリスから緊急の意見書を提出し、第1コーナー先のコンクリートウォールなどが取り払われるきっかけになった。

## エピソード
村松の本葬は事故直後に山梨県の実家にて行われたが、知人友人等が主催したお別れの会EIKI LIVES エイキ・リブスは事故から一ヶ月後の1990年4月21日、東京港区の青山斎場にて盛大に執り行われた。雨の中斎場に集まったレース関係者、ファン等参列者は800人を超えた。斎場内には大型スクリーン車輌（モボトロン）が設置され、狭い式場内に入れなかった参列者たちは雨よけのテントの中で大型スクリーンを見ながら式に参列した。そして、スクリーンの横には生前の村松がドライブしたレーシングマシーン（FJ1600・イーター02J、F3 RALT・RT34、ジャックスシビック等）が展示された。その中には、事故後に復元されたF3000マシーン、ムーンクラフト社製MC-041Bもあった。
村松の死後、親友だった服部尚貴はヘルメットに"EIKI LIVES"と文字を刻んだ。
なお、1991年4月23日に星雲社より発行された追悼写真集DID NOT FINISH 村松栄紀の中に掲載されたノンフィクション小説を書いたのは、当時無名のライターであった佐伯泰英である。

## レース戦績
- 1987年 - 筑波FJ1600（#6 Formula-club イータ02J ）（Aシリーズ チャンピオン）
- 1988年 - 全日本F3選手権（Footwork Sports Racing Team #55 Footwork RT-31／RALT RT31 3S-G BS）（シリーズ15位）
- 1989年
  - 全日本F3選手権（Footwork FORMULA #55 GEAR BOX RT-33 無限／RALT・RT33 MF204 BS）（シリーズ3位）
  - 全日本ツーリングカー選手権・DIVISION 3（IDEMITSU RACING TEAM with Footwork FORMULA #100 出光 MOTION シビック／EF3 ZC BS）（第5戦 優勝）
- 1990年
  - 全日本F3選手権（LENON MASSCARS FORMULA #23 レノンマスカーズ RT34 無限／RALT RT34 MF204 BS）（シリーズ11位、 開幕戦 第3位）
  - 全日本F3000選手権（MOON CRAFT #14 ムーンクラフトMC-041B無限／MC041B MF308 BS）（開幕戦 第8位）
  - 全日本ツーリングカー選手権・DIVISION 3（JACCS RACING with MOON CRAFT #14 JACCS-CIVIC／EF9 B16A BS）（開幕戦 優勝）

### 全日本フォーミュラ3選手権
| 年     | チーム           | 使用車両     | エンジン     | 1      | 2      | 3       | 4       | 5      | 6      | 7      | 8     | 9     | 10      | 順位 | ポイント |
| ------ | ---------------- | ------------ | ------------ | ------ | ------ | ------- | ------- | ------ | ------ | ------ | ----- | ----- | ------- | ---- | -------- |
| 1988年 | Footwork Sports  | ラルト・RT31 | トヨタ・3S-G | SUZ 14 | TSU 10 | FSW Ret | SUZ Ret | SUG 14 | TSU 14 | SEN 18 | SUZ 5 | NIS 9 | SUZ Ret | 15位 | 2        |
| 1989年 | GEARBOX Footwork | ラルト・RT33 | 無限・MF204  | SUZ 3  | FSW 4  | SUZ 2   | SEN C   | TSU 1  | SUG 2  | TSU 2  | SUZ 4 | NIS 3 | SUZ 5   | 3位  | 43       |
| 1990年 | LENON MASSCARS   | ラルト・RT34 | 無限・MF204  | SUZ 3  | FSW    | SUZ     | TSU     | SEN    | SUG    | TSU    | SUZ   | NIS   | SUZ     | 11位 | 4        |

#### ノンチャンピオンシップ戦
- フジテレビジョンF1日本グランプリ パナソニックF3スーパーカップ（鈴鹿）
  - 1988年 予選10位 / 決勝21位
  - 1989年 予選4位 / 決勝24位

### マカオグランプリ
| 年     | チーム                   | シャーシー/エンジン    | 予選 | レース1 | レース2 | 総合順位 |
| ------ | ------------------------ | ---------------------- | ---- | ------- | ------- | -------- |
| 1989年 | GEARBOX Footwork Formula | ラルト・RT33 無限MF204 | 23位 | DNF     | 12      | NC       |

### 全日本F3000選手権
| 年     | チーム         | 使用車両 | エンジン    | タイヤ | 1     | 2   | 3   | 4   | 5   | 6   | 7   | 8   | 9   | 10  | 順位 | ポイント |
| ------ | -------------- | -------- | ----------- | ------ | ----- | --- | --- | --- | --- | --- | --- | --- | --- | --- | ---- | -------- |
| 1990年 | ムーンクラフト | MC041B   | 無限・MF308 | B      | SUZ 8 | FSW | MIN | SUZ | SUG | FSW | FSW | SUZ | FSW | SUZ | NC   | 0        |

### 全日本ツーリングカー選手権
| 年     | チーム                                | コ.ドライバー | 使用車両         | クラス | 1     | 2       | 3       | 4     | 5     | 6     | 順位 | ポイント |
| ------ | ------------------------------------- | ------------- | ---------------- | ------ | ----- | ------- | ------- | ----- | ----- | ----- | ---- | -------- |
| 1989年 | IDEMITSU RACING with Footwork FORMULA | 片山右京      | ホンダ・シビック | JTC-3  | NIS 4 | SEN Ret | TSU Ret | SUG 3 | SUZ 1 | FSW 8 |      |          |
| 1990年 | JACCSムーンクラフト                   | 中谷明彦      | ホンダ・シビック | JTC-3  | NIS 1 | SUG     | SUZ     | TSU   | SEN   | FSW   |      | 20       |

## 関連書籍
- DID NOT FINISH 村松栄紀 佐伯泰英著 星雲社 1991年4月23日 発行
- 夢、疾る 佐伯泰英著 双葉社 2010年4月12日 発行